# Noche (Miguel Ángel)
La Noche es una escultura de  mármol (155x150 cm, longitud máxima en oblicuo 194 cm) de Miguel Ángel Buonarroti, datada en 1526-1531 y que forma parte de la decoración de la Sacristía Nueva de San Lorenzo de Florencia. En particular, es una de las cuatro alegorías de las Partes de la Jornada, y se encuentra a la izquierda sobre el sarcófago de la tumba de Julio de Medicis duque de Nemours.

## Historia
La Noche se encuentra entre las primeras esculturas en ser concluidas y goza de una extraordinaria fama gracias también a una nota con un cuarteto de elogio de Giovanni de Carlos Strozzi, en la que la estatua era invitada a despertarse para que pudiera verse animada (La Noche que tú ves en tan dulce actitud / dormir, fue por un Ángel esculpida / en esta piedra y, porque duerme, tiene vida: / despiértala, si no lo crees, y te hablará). Miguel Ángel contestó en el 1545-1546 con algunos versos, titulados Respuesta del Buonarroto, que se hacían pronunciar a la misma estatua, en la cual indicaba cómo el sueño, a la luz de los desórdenes que se producían en Florencia durante el gobierno de Cosme I de Medicis, fue el motivo de la serenidad de la Noche en comparación a la inquietud de las otras estatuas: Querido me es el sueño, y más el ser de piedra, / mientras que el daño y la vergüenza dura: / no ver, no sentir me es gran ventura; / pero no me despiertes, deh, habla bajo.
Algunas fuentes antiguas (Done) expresan cómo el maestro debió rehacer el brazo izquierdo de la estatua dos veces, a causa de un daño.

## Descripción y estilo
La Noche se representa como una personificación femenina, medio tumbada y desnuda como las demás estatuas de la serie. Esta tuvo como modelo, quizás, las representaciones antiguas de Leda o de Ariana durmiente: de hecho la posición tumbada, con la pierna izquierda plegada y la cabeza reclinada, recuerdan de cerca a la Leda y el cisne de un  cartón perdido de Miguel Ángel del año 1530 aproximadamente.
El brazo izquierdo está plegado detrás de la espalda y el derecho sujeta la cabeza apoyándose en la rodilla izquierda. Esto provoca una torsión que tuerce el busto en  dirección al espectador. Los cabellos son largos, recogidos en trenzas y en la cabeza lleva un diadema con una luna en cuarto creciente y una estrella.
Entre las diversas lecturas iconológicas propuestas, se ha visto la estatua como emblema del Aire o del Agua, del temperamento melancólico de la teoría de los cuatro humores o de la fecundidad de la noche. Los atributos están dispersos alrededor de la figura y no como es costumbre recogidos en un puño. Estos son la lechuza, un manojo de flores que quizás representan amapolas (símbolo tanto de fertilidad como de somnolencia en cuanto opiáceo), y la máscara, que puede significar los ensueños nocturnos o la muerte, entendida como sueño del cuerpo a la espera de la resurrección.

## Galería de imágenes

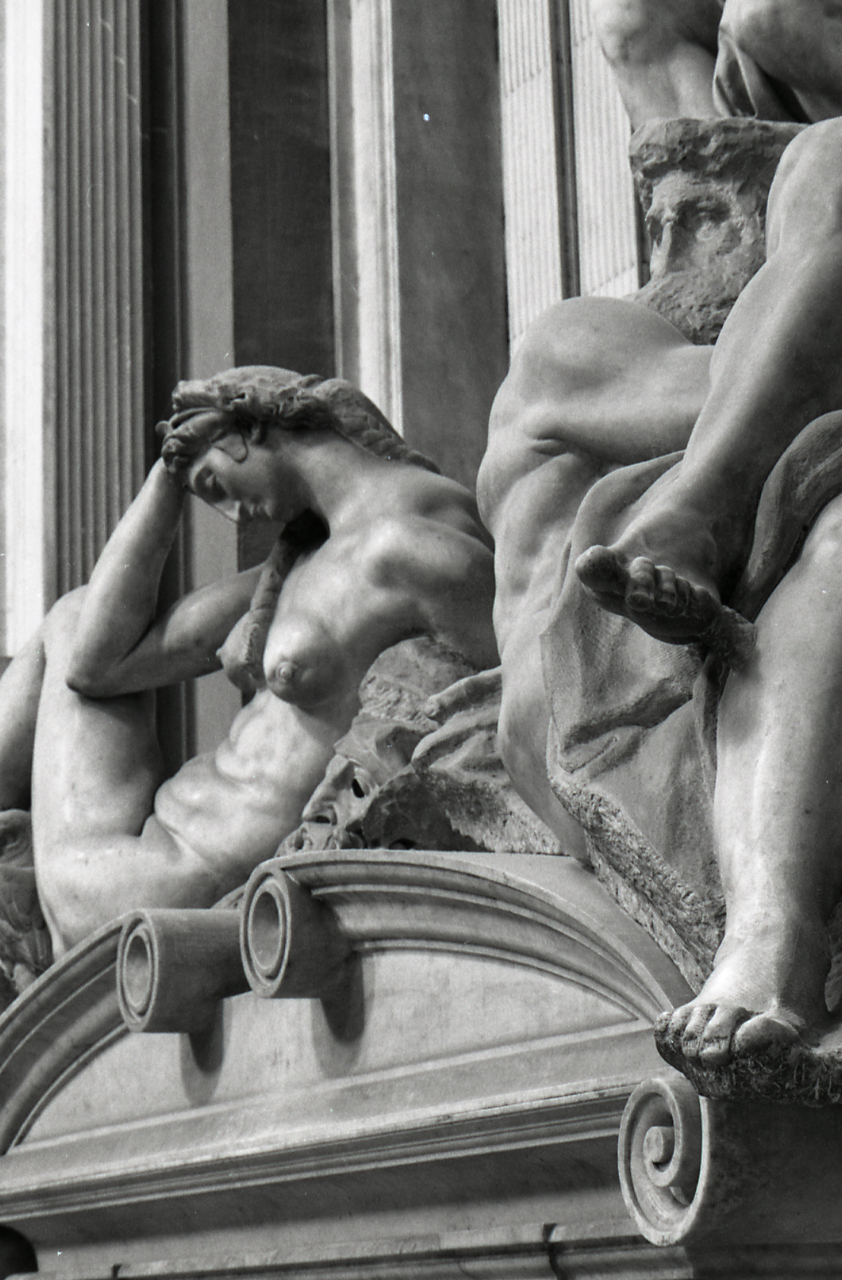
Detalle. Foto de Paolo Monte, 1975
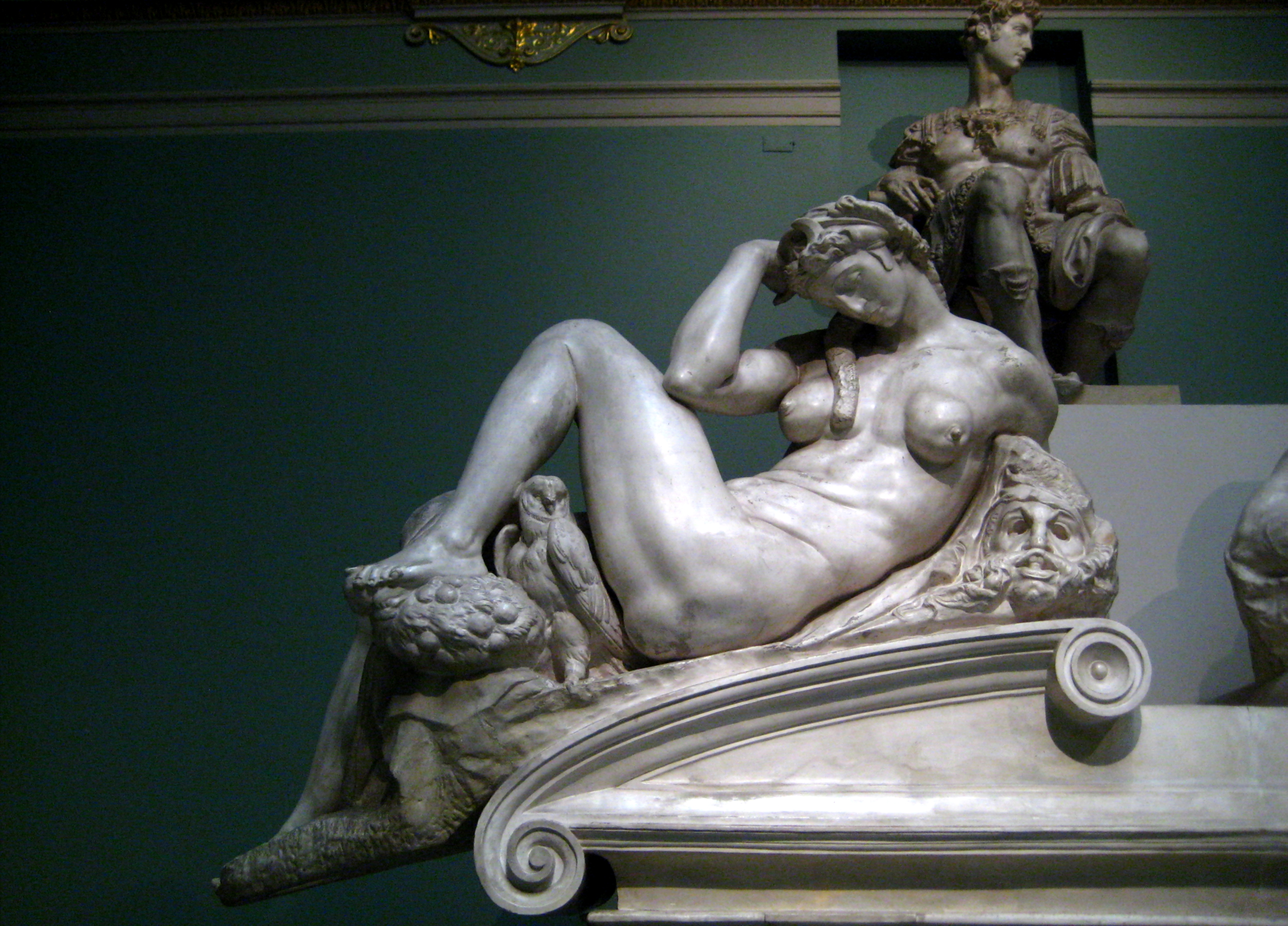
Copia en el Museo Pushkin